# 安托諾夫An-72
安东诺夫安-72（烏克蘭語：Антонов Ан-72）是一款由前蘇聯安托諾夫設計局設計生產的運輸機，北約代號為「礦工」（Coaler），是接替使用渦槳發動機為動力的安-24系列作為新一代短距離起降（STOL）運輸機的後繼。安-74是安-72發展的衍生型，可以在極地地區使用。安-71則是艦載預警衍生型。其他安-72的衍生型還有安-72S重要人員運輸機，與及安-72P海上巡邏機。
安-72的最大特點是它的發動機放置於機翼之上，吹出的氣流在機翼上表面流過，利用附壁作用，產生大量額外升力，改善短距離起降的能力；同時亦減少發動機吸入地面碎片的可能。

## 型號
- An-72 “Coaler-A”：試制飛機。兩個飛行原型，一個靜態測試機身和八台試生產機器。
- An-72A “Coaler-C”：初始生產的 STOL 運輸機，機身更長，翼展更大。
- An-72AT – “ Coaler -C”：An-72A 的貨運版本，與標準國際海運集裝箱兼容。
- An-72S – “Coaler-C”：前艙配備廚房、中央艙配備工作和休息區、後艙配備 24 把扶手椅的行政貴賓運輸機，也可以重新配置以運送貨物或 38 名乘客或作為一架載著八隻擔架的空中救護車。
- An-72P：巡邏機。配備一門 23 毫米GSh-23L加農炮和炸弹和/或火箭。
- An-74：Arctic/Antarctic 支援機型，可容納 5 名機組人員，增加了燃料容量，凸出的機頭雷達罩中的雷達更大，改進的導航設備，更好的除冰設備，並且可以安裝輪式滑雪板起落架。

## 使用國家

### 民用
2006 年 8 月，共有 51 架 An-72 和安東諾夫 An-74飛機在航空服務中。主要運營商包括Badr Airlines（三個）和Shar Ink（八個）。其他大約 17 家航空公司運營的此類航空公司較少。
 苏丹;
- 巴德爾航空公司
- 綠旗航空公司

 乌克兰
- 馬達西奇航空公司
- 安東諾夫航空公司

### 軍用
截至 2018 年 12 月，有 42 架飛機在服役：
 安哥拉
- 安哥拉空軍：6

 赤道几内亚
- 赤道幾內亞空軍：1

- 哈薩克斯坦空軍：1

 利比亞
- 利比亞空軍：1

 俄羅斯
- 俄羅斯空軍：28
- 俄羅斯海軍：5

### 曾經操作
亞美尼亞
- 亞美尼亞空軍

- 格魯吉亞空軍

 利比亞
- 利比亞空軍

 摩尔多瓦
- 摩爾多瓦空軍：2

 秘魯
- 秘魯空軍– 兩架（一直運營到 1990 年代後期並出售給民用市場）

 苏联
- 蘇聯空軍

## 規格 (An-72)
1875-1995 年俄羅斯飛機-魚鷹百科全書
一般特性
- 人員：五人
- 容量：最多 52 名乘客或 10 噸貨物
- 長度： 28.07 m（92 英尺 1 英寸）
- 翼展： 31.89 m（104 ft 7.5 in）
- 高度： 8.65 m（28 英尺 4.5 英寸）
- 機翼面積： 98.62 m 2 (1,062 sq ft)
- 空重： 19,050 公斤（42,000 磅）
- 淨重： 34,500 公斤（76,058 磅）

性能
- 最高速度： 700 公里/小時（435 英里/小時，378 節）
- 範圍： 4,325 公里（2,688 英里，2,336 浬）

## 事故
- 1995年2月10日，一個安托諾夫AN-72追擊平面有一個空中相撞而繼安托諾夫AN-70試飛過程中飛機的原型機。碰撞導致 An-70 墜入森林區域，導致所有七名 An-70 機組人員喪生。 An-72 失去了右翼襟翼，但它能夠安全返回基地。
- 1997年12月22日，ER-ACF，一個安托諾夫AN-72失踪從貨運航班阿必尚國際機場，科特迪瓦以潤都機場，納米比亞。這架飛機及其五名機組人員在南大西洋上空消失得無影無踪。事件原因仍未確定。
- 2012 年 12 月 25 日，一架載有哈薩克斯坦邊境巡邏人員的 An-72在奇姆肯特墜毀，機上 27 人全部遇難。
- 2013 年 11 月 1 日，一架剛果人 An-72-100 衝出基桑加尼班戈卡國際機場的跑道。它遭受了重大損壞並著火了。
- 2019 年 7 月 7 日，赤道幾內亞空軍一架An-72P 墜毀在克里比大八打雁 Campo 附近的海域。所有七名乘員都倖存下來並獲救。
- 2019 年 10 月 11 日，一架配備 4 名機組人員和 4 名乘客的為剛果民主共和國空軍運營的 An-72在剛果墜毀。

## 参見
相关开发
- 安-71预警机

类似型号
- 川崎C-1